# 1328 Devota
1328 Devota је астероид са пречником од приближно 57,11 .
Афел астероида је на удаљености од 4 астрономских јединица (АЈ) од Сунца, а перихел на 3,021 АЈ.
Ексцентрицитет орбите износи 0,139, инклинација (нагиб) орбите у односу на раван еклиптике 5,751 степени, а орбитални период износи 2403,001 дана (6,579 година).
Апсолутна магнитуда астероида је 10,31 а геометријски албедо 0,040.
Астероид је откривен 21. октобра 1925. године.